# Граничні умови
Граничні умови (ГУ) — умови, що характеризують шукану функцію на зовнішніх i внутрішніх границях потоку. Кількість ГУ має дорівнювати порядку диференціального рівняння за просторовими координатами. ГУ задаються у вигляді шуканої функції (ГУ першого типу), її похідної (відповідно — другого типу) або в мішаному вигляді, включаючи функцію та її похідну (відповідно — третього типу).
У теорії диференціальних рівнянь, початкові і граничні умови — доповнення до основного диференціального рівняння (звичайного або з частинними похідними), що задає його поведінку в початковий момент часу або на границі розглянутої області відповідно.
Зазвичай диференціальне рівняння має не один розв'язок, а множину. Початкові і граничні умови дозволяють вибрати з нього один розв'язок, що відповідає реальному фізичному процесу чи явищу. У теорії звичайних диференціальних рівнянь доведено теорема існування та єдиності розв'язку задачі з початковими умовами (так звана задача Коші). Для рівнянь у часткових похідних отримані деякі теореми існування і єдиності рішень для певних класів початкових і крайових задач.

## Термінологія
Іноді до граничних відносять і початкові умови в нестаціонарних задачах, таких як розв'язок гіперболічних або параболічних рівнянь.
Для стаціонарних задач існує поділ граничних умов на головні і природні.
Головні умови зазвичай мають вигляд {\displaystyle u(\partial \Omega )=g}, де {\displaystyle \partial \Omega } — межа області {\displaystyle \Omega }.
Природні умови містять також і похідну рішення по нормалі до границі.

## Приклад
Рівняння
{\displaystyle {\frac {d^{2}y}{dt^{2}}}=-g}
описує рух тіла в полі земного тяжіння. Йому задовольняє будь-яка квадратична функція виду
{\displaystyle y(t)=-gt^{2}/2+at+b},
де {\displaystyle a,b} — довільні числа. Для виведення конкретного закону руху необхідно вказати початкові координати тіла і його швидкість, тобто початкові умови.

## Коректність постановки граничних умов
Задачі математичної фізики описують реальні фізичні процеси, а тому їх постановка повинна задовольняти наступним природним вимогам:
1. Розв'язок повинен існувати у будь-якому класі функцій;
2. Розв'язок має бути єдиним у будь-якому класі функцій;
3. Розв'язок повинен неперервно залежати від даних (початкових і граничних умов, вільного члена, коефіцієнтів тощо).

Вимога неперервної залежності розв'язку зумовлюється тією обставиною, що фізичні дані, як правило, визначаються з експерименту наближено, і тому треба бути впевненим у тому, що розв'язок задачі у рамках обраної математичної моделі не буде істотно залежати від похибки вимірювань. Математично цю вимогу можна записати, наприклад, наступним чином (для незалежності від вільного члена): Нехай задані два диференціальні рівняння: {\displaystyle Lu=F_{1},~Lu=F_{2}} з однаковими диференціальними операторами і однаковими граничними умовами, тоді їх розв'язки будуть неперевно залежати від вільного члена, якщо:

{\displaystyle \forall \delta >0~\exists \varepsilon >0:~\|F_{1}-F_{2}\|<\delta \rightarrow \|u_{1}-u_{2}\|<\varepsilon ,~u_{1},~u_{2}-} розв'язки відповідних рівнянь.
Множина функцій, для яких виконуються перелічені вимоги, називається класом коректності. Некоректну постановку граничних умов добре ілюструє приклад Адамара.